# Чугуєво-Бабчанське лісове господарство
Державне підприємство «Чугуєво-Бабчанське лісове господарство» засновано на державній власності, входить до складу Харківського обласного управління лісового та мисливського господарства [Архівовано 29 березня 2019 у Wayback Machine.]  і підпорядковане Державному агентству лісових ресурсів України.

## Історія
Чугуєво – Бабчанський  держлісгосп створений як учбово-дослідний в 1927 році на базі лісів Чугуєво – Бабчанської  та Малинівської лісових дач і прилеглих „Башкірський” та „Лаптівський” бори загальною площею 8734га. Ведення господарства в цих лісах розпочато ще на початку ХІХ століття.
Історія організації лісового господарства на території теперішнього лісгоспу відома ще з 1837 року, коли ліси лісгоспу (Чугуєво-Бабчанська лісова дача) відносились до Управління Південних військових поселень, а в 1862 році були передані Міністерству Державного Майна.
Після Жовтневої соціалістичної революції 1917 року “Чугуєво-Бабчанська лісова дача” увійшла до складу Державного лісового фонду і було утворено учбово-дослідне  лісництво.
В 1923 році були націоналізовані ліси приватних володінь і передані в склад Чугуєво-Бабчанського учбово-дослідного лісництва.
В 1927 році Чугуєво-Бабчанське учбово-дослідне лісництво було реорганізовано в Чугуєво-Бабчанський учбово-дослідний лісгосп, який був розділений на два лісництва: Кочетоцьке і Малинівське.
Лісгосп знаходився в господарському користуванні Харківського інституту сільського господарства і лісівництва.
В 1936 році, після організації Головного Управління лісової охорони і лісонасаджень при СНК СССР, Чугуєво – Бабчанський  учбово-дослідний лісгосп був підпорядкований Харківському управлінню лісового господарства, будучи одночасно базою для проведення учбової і виробничої практики студентами Чугуєво – Бабчанського  лісового технікуму. У січні 1922 року на базі учбово-дослідного лісництва (Кочетоцька дача) відкрито лісову професійну школу, яку у 1929 році реорганізовують у Чугуєво – Бабчанський лісний технікум.
З 1936 року в лісгоспі відбулося ряд реорганізацій, визваних прийманням,  або передачею із його складу цілих лісництв і їх частин:
1943 рік – в склад лісгоспу входять Кочетоцьке, Малинівське і частина Печенізького лісництва (Миколаївські посадки);
1943 рік  до лісгоспу приєднані Скрипаївське, Мохначанське і Краснополянське лісництва із ліквідованого Мохначанського лісгоспу. Лісгосп був підпорядкований Міністерству лісового господарства УССР;
1948 рік в листопаді місяці був відновлений Мохначанський лісгосп, в склад якого ввійшли Малинівське, Мохначанське і Скрипаївське лісництво, в лісгоспі залишилось Кочетоцьке лісництво;
1953 рік лісгосп був підпорядкований Управлінню лісами зеленої зони міста Харкова;
1954 рік знову ліквідований Мохначанський лісгосп, всі його 4 лісництва передані Чугуєво-Бабчанському лісгоспу. На території Кочетоцької дачі було організовано Тетлізьке, Чугуївське і Кочетоцьке лісництва;
1955 рік Скрипаївське і Мохначанське лісництва були передані Харківському сільськогосподарському інституту ім. В.В. Докучаєва і на їх базі був створений Скрипаївський учбово-дослідний лісгосп;
1959 рік було ліквідовано Управління лісами зеленої зони  міста Харкова і був створений Чугуєво – Бабчанський  лісгоспзаг Харківського обласного управління лісового господарства і лісозаготівель;
1971 рік до Чугуєво – Бабчанського лісгоспу було приєднано Печенізьке лісництво Вовчанського лісгоспу, площею 8792 га;
1989 рік прийнято від Куп’янського лісгоспу 694 га і передано Зміївському лісгоспу Краснополянське  лісництво площею 3615 га і 151 гектар Жовтневому лісгоспу.
1990 рік – прийнято 20 га до Малинівського лісництва від радгоспу “Єсхар” МО СРСР;
1995 рік – було організовано Тетлізьке лісництво на базі Кочетоцького лісництва, загальна площа лісництва склала – Кочетоцького – 5165 га, Тетлізького – 3408 га;
2003 рік – згідно з наказом об’єднання “Харківліс” № 48 від 27.06.2003 року прийнято від Куп’янськогоДЛГ 552 га і організовано Шевченківське лісництво, до якого ввійшла частина Печенізького лісництва. Площа Шевченківського лісництва склала – 1246 га, а лісгоспу – 21565 га.;
2005 рік – перейменовано Чугуєво – Бабчанське  державне лісогосподарське підприємство в Державне Підприємство “Чугуєво – Бабчанське  лісове господарство” скорочено ДП “Чугуєво – Бабчанський лісгосп”;
2006 рік – до складу Шевченківського лісництва прийнято від сільських рад 624 га, Шевченківського району  площа лісгоспу склала – 22016 га.
Перше лісовпорядкування частини лісів, які  входять до складу лісгоспу було  проведено в 1837 році (Кочетоцька дача), в 1848 році (Малинівська дача), 1850 році Башкирський і Лаптівський бір; 1872 р.; 1882 р.; 1901 – 1918 роках. Наступні лісовпорядні роботи проводились в 1926-1936 роках, матеріали були втрачені в роки фашистської окупації, тому лісовпорядні роботи були проведені в 1947 році за програмою первинного лісовпорядкування, а лісовпорядкування 1957 р., 1966р. (Печенізьке лісництво), 1970р.,1980р., проведені за вимогами лісовпорядної інструкції (1964 року) по 1 розряду Харківською експедицією за методом класів віку.
Попереднє лісовпорядкування було проведено в 1990 році Харківською державною лісовпорядною експедицією. Роботи виконувались відповідно до вимог Лісовпорядної інструкції 1986 року по першому розряду.

## Природно-кліматичні умови
Згідно з лісорослинним районуванням, територія лісгоспу належить до південно-східної частини лівобережного лісостепу України. (Згідно з районуванням, розробленим С.А.Генеіруком).
Клімат району розташування лісгоспу помірно-континентальний з недостатнім і непостійним зволоженням.
Із кліматичних факторів, що негативно впливають на ріст і розвиток лісових насаджень, слід відзначити пізні весняні приморозки, високі коливання температури в літній період, нерівномірність опадів, сильні вітри в зимово-весняний період, а також малосніжні зими з глибоким промерзання  ґрунту, та зимові відлиги.                                           В цілому клімат  лісорослинного району розташування лісгоспу сприятливий для успішного зростання таких деревних та чагарникових порід: сосни звичайної, дуба черешчатого та червоного, кленів, ясеня звичайного, акації білої, тополі, ліщини, бузини чорної і червоної, та інших порід.
Територія лісгоспу розташована в рівнинних лісах України. За характером рельєф представляє собою місцевість з широкологими балками, які в деяких місцях сильно розмиті і розрізані довгими і глибокими ярами.
Основний лісовий масив лісгоспу (Тетлізьке і Кочетоцькі лісництва)  розташований на правому нагорному березі ріки Сіверський Донець і на водорозділі його притоків.
Рельєф лівобережних лісових масивів Малинівського і частини Печенізького лісництв  відрізняються більш спокійною поверхнею,  характерною для заплавних долин і надлугових терас.
Рельєф Шевченківського лісництва більше пересічений, лісові масиви приурочені до схилів балок та глибоких ярів і представлені дрібними ділянками лісу.                           Ґрунти лісгоспу унікальні в Харківській області, оскільки тут поширені темно-сірі лісові опідзолені суглинисті ґрунти, які практично в умовах області не  зустрічаються і займають 65% площі лісгоспу. Дерново-підзолисті ґрунти займають 24% площі лісгоспу. 11% площі лісгоспу представлені ґрунти сірі лісові опідзолені, суглинисті, заплавно-лугові (частина Малинівського л-ва), чернозхеми різної ступені вимиті (змиті).
Ерозійні процеси розвинуті слабо. Ерозійно небезпечні ділянки вкриті деревною та чагарниковою рослинністю, що перешкоджує розвитку ерозійних процесів.
Територія лісгоспу розташована в басейні річки Сіверський Донець і її притоків (Уди, Тетліжка, Зачуговка, Бабка).
Печенізьке водосховище розташоване на р. Сіверський Донець від с. Стариця до сел.Печеніги. Акваторія водосховища 86,2 км2, об’єм види 383 млн.м3, довжина 65 км, ширина 1,33 км, глибина середня 4,4 м.  
За ступенем вологості більша частина ґрунтів відноситься до категорії свіжих ґрунтів.На долю земель з надмірним зволоженням приходиться 0,6% площі, вкритих лісовою рослинністю земель. Болота займають площу  155,4 га.
Гідромеліоративні роботи на території лісгоспу  не виконуються.

## Структура підприємства
| Кочетоцьке 1 лісництво, загальна площа – 2619 га;  |
| Кочетоцьке 2 лісництво, загальна площа – 2593 га;  |
| Малинівське лісництво, загальна площа – 3309 га;   |
| Тетлізьке лісництво, загальна площа – 2653 га;     |
| Печенізьке 1 лісництво, загальна площа –3201 га;   |
| Печенізьке 2 лісництво, загальна площа – 2249 га;  |
| Печенізьке 3 лісництво, загальна площа – 1102 га;  |
| Печенізьке 4 лісництво, загальна площа – 2188 га;  |
| Шевченківське лісництво, загальна площа – 1870 га; |
| Кочетоцький розсадник, загальна площа – 290 га.    |

Загальна площа земель лісового фонду складає 22074 га, з них  вкриті лісовою рослинністю – 20330,9 га, в тому числі з перевагою твердолистяних порід – 15054 га та  хвойних – 4604 га.

## Об'єкти природно-заповідного фонду
| Найменування об’єктів природно-заповідного фонду і підстави для їх виділення | Площа, га | Місце знаходження | Тип заказника та інших об’єктів | Коротка характеристика та режим ведення господарства |
| Ландшафтний заказник місцевого значення “Печенізька лісова дача”, рішення Харківського облвиконкому від 03.12.1984 року за № 562.                                                                        | 5299      | Печенізьке лісництво кв. 1-88; 125                                                                                               | Ландшафтний лісовий             | Унікальний природний комплекс сформований на водорозділі річки Бабка і Печенізького водосховища. Представлений кленово-липовими дібровами природного і штучного походження віком 80-100 років з багатим складом деревно-чагарникових порід. Дозволяється проведення лісокультурних робіт, всіх видів рубок, пов’язаних з веденням лісового господарства. Забороняється: будівництво, лісомеліоративні роботи, засмічення території, відпочинок (крім спеціального відведення місць). |
| Лісовий заказник місцевого значення «Кулаківський» виділений рішенням Харківської облдержадміністрації від 21.01.1997 року № 44.                                                                         | 455       | Печенізьке лісництво кв. 139-142, 162, 163                                                                                       | Лісовий                         | Соснові насадження створені на пісках, які мають велику цінність в природно екологічному балансі району. |
| Заповідне урочище місцевого значення “Миколаївські посадки” виділений рішенням Харківським облвиконкомом від 03.12.1984 р. за № 562                                                                      | 248       | Печенізьке лісництво кв. 120-124                                                                                                 | Ландшафт ний                    | Штучно створені насадження на ярах і балках, створення гідротехнічних споруд 1908р. Виконують ґрунтозахисні функції. Забороняється будь-яка діяльність, що призведе до негативних наслідків. |
| Ландшафтний заказник місцевого значення “Кочетоцька лісова дача”. Створений рішенням Харківської обласної ради від 03.12.84р. № 562 і від 23.12.2005 року рішенням Облдержадміністрації. Межі розширені. | 2163,3    | Кочетоцьке і Тетлізьке лісництва кв. 109,120,121,130,142-152,164-175, 187-199, 209-220, 229-238,246-253, 262,263,270,271,290-292 | Ландшафтний лісовий             | Метою створення заказника є збереження цінних природних ландшафтів та рідкісних видів флори і фауни. Дозволяється проведення рубок пов’язаних з веденням лісового господарства, забороняється будь-яка діяльність, що шкідливо вплине на стан природних комплексів заказника |
| Ландшафтний заказник місцевого значення “Малинівський” рішення Харківського облвиконкому від 03.12.84 року за № 562, а від 02.12.1991 р. № 332 та від 21.01.97 р. № 44                                   | 2256,7    | Малинівське лісництво кв. 14-88, 92-96, 98, 101                                                                                  | Ландшафтний                     | Природний комплекс сформований на над луговій терасі вздовж р. Сіверський Донець. Представлений сосновими різновіковими насадженнями. Забороняється будь-яка діяльність ,що шкідливо може вплинути на стан заказника. Дозволяється проведення рубок, пов’язаних з веденням лісового господарства |
| “Печенізьке поле”- регіональний ландшафт-ний парк місцевого значення рішення Обласної ради від 23.02.1999 року.                                                                                          | 110,0     | Печенізьке лісництво кв.145 | Ландшафтний парк                | Територія парку являє собою типову балкову систему, врізану у підвищене плато на межі степової і лісостепової зони з притаманним їм рослинним та фауністичним комплексом. |

Примітка:  Заказник “Печенізька лісова дача” кв.26 вид.1-8, пл.3,8 га; кв.27 вид.1-5, пл.6,2 га  вилучені із заповідного фонду;
кв. 125 пл.5,1 га включені в заповідний фонд – рішенням Харківської облради від 23.12.2003 року.
Об’єкти природно-заповідного фонду відповідають  межі заповідання.